# Санданс (Вайоминг)
Санданс (англ. Sundance, Wyoming) — город, расположенный в округе Крук (штат Вайоминг, США) с населением в 1161 человек по статистическим данным переписи 2000 года.
Санданс — административный центр округа Крук.
Город получил собственное название по индейской ритуальной Пляске Солнца (англ. Sun Dance).

## Демография

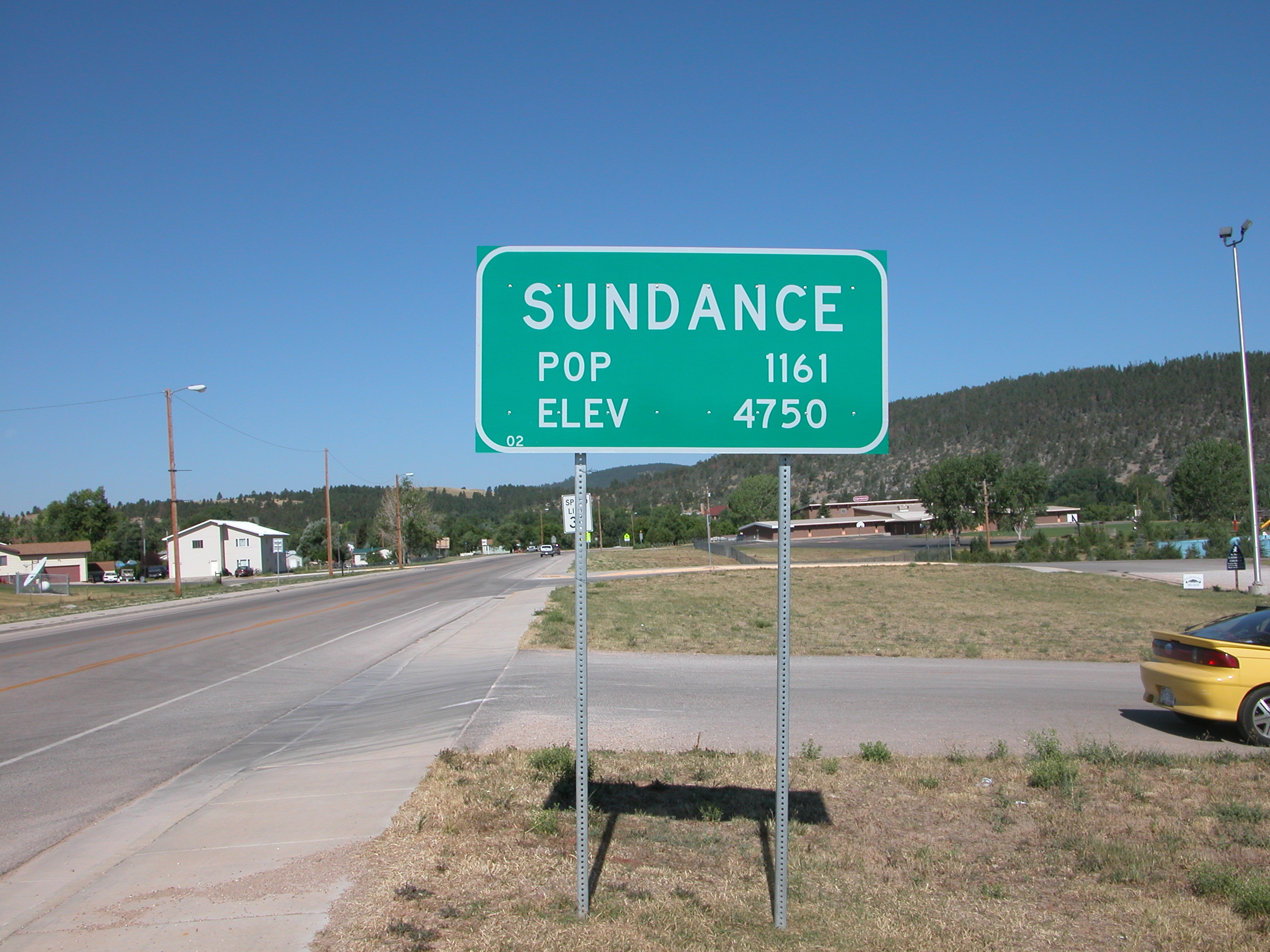
Знак на въезде в город Санданс

По данным переписи населения 2000 года в Сандансе проживало 1161 человек, 318 семей, насчитывалось 476 домашних хозяйств и 545 жилых домов. Средняя плотность населения составляла около 225 человек на один квадратный километр. Расовый состав Санданса по данным переписи распределился следующим образом: 96,64 % — белых, 1,64 % — коренных американцев, 0,17 % — азиатов, 1,38 % — представителей смешанных рас, 0,17 % — других народностей. Испаноговорящие составили 0,60 % от всех жителей города.
Из 476 домашних хозяйств в 27,7 % — воспитывали детей в возрасте до 18 лет, 59,0 % представляли собой совместно проживающие супружеские пары, в 6,1 % семей женщины проживали без мужей, 33,0 % не имели семей. 29,4 % от общего числа семей на момент переписи жили самостоятельно, при этом 14,3 % составили одинокие пожилые люди в возрасте 65 лет и старше. Средний размер домашнего хозяйства составил 2,34 человек, а средний размер семьи — 2,91 человек.
Население города по возрастному диапазону по данным переписи 2000 года распределилось следующим образом: 24,1 % — жители младше 18 лет, 5,8 % — между 18 и 24 годами, 24,7 % — от 25 до 44 лет, 24,3 % — от 45 до 64 лет и 21,1 % — в возрасте 65 лет и старше. Средний возраст жителей составил 42 года. На каждые 100 женщин в Сандансе приходилось 95,1 мужчин, при этом на каждые сто женщин 18 лет и старше приходилось 87,4 мужчин также старше 18 лет.
Средний доход на одно домашнее хозяйство в городе составил 41 029 долларов США, а средний доход на одну семью — 50 598 долларов. При этом мужчины имели средний доход в 33 750 долларов США в год против 21 000 долларов среднегодового дохода у женщин. Доход на душу населения в городе составил 18 300 долларов в год. 3,2 % от всего числа семей в округе и 6,4 % от всей численности населения находилось на момент переписи населения за чертой бедности, при этом 4,8 % из них были моложе 18 лет и 13,5 % — в возрасте 65 лет и старше.

## География и климат
По данным Бюро переписи населения США город Санданс имеет общую площадь в 5,18 квадратных километров, водных ресурсов в черте населённого пункта не имеется.
Город Санданс расположен на высоте 1444 метров над уровнем моря.
| Показатель                | Янв.  | Фев.  | Март | Апр. | Май  | Июнь | Июль | Авг. | Сен. | Окт. | Нояб. | Дек.  | Год  |
| ------------------------- | ----- | ----- | ---- | ---- | ---- | ---- | ---- | ---- | ---- | ---- | ----- | ----- | ---- |
| Средний максимум, °C      | −0,6  | 2,2   | 6,7  | 12,8 | 18,3 | 25   | 29,4 | 28,3 | 22,2 | 15,6 | 5,6   | 0,6   | 13,9 |
| Средняя температура, °C   | −7,2  | −4,4  | 0,6  | 5,6  | 11,1 | 16,7 | 20,6 | 20   | 13,9 | 7,8  | −1,1  | −6,1  | 6,7  |
| Средний минимум, °C       | −13,9 | −10,6 | −6,1 | −1,1 | 3,9  | 8,9  | 12,2 | 11,7 | 5,6  | 0    | −7,2  | −12,2 | −0,6 |
| Норма осадков, мм         | 17,5  | 17,3  | 24,6 | 58,2 | 70,1 | 78   | 54,1 | 41,9 | 33,3 | 39,6 | 23,9  | 18,5  | 477  |
| Источник: Weather Channel |       |       |      |      |      |      |      |      |      |      |       |       |      |